# Glina, Ilfov
Glina este satul de reședință al comunei cu același nume din județul Ilfov, Muntenia, România. Se află în partea de sud-est a județului, în Câmpia Română.

## Istorie
Terasa înaltă a Dâmboviței a fost locuită din cele mai îndepărtate timpuri. Pe movila de la Glina s-au descoperit pentru prima oară vestigiile unei culturi materiale datând din epoca bronzului, cca. 1700 î.hr., și care din acest motiv a fost desemnată cu numele de „Cultura Glina III”. Creatorii acestei civilizații, identificați și în alte părți ale țării (Dealul Melcilor Brașov, în anumite zone din Oltenia)  se ocupau cu agricultura, creșterea vitelor și foloseau unelte și arme din bronz.
Prima atestare scrisă a numelui "Glina" cunoscută până astăzi se găsește într-un document emis de Petru Vodă cel Tânăr în 1563, prin care se întărea dreptul unui fiu al lui Pădure Logofăt, asupra unui ogor în Glina. La sfârșitul secolului al XVI-lea, satul, la fel ca și alte așezări învecinate, erau închinate Mănăstirii Plumbuita. Un secol mai târziu, în vremea lui Constantin Brâncoveanu (1688 - 1714), documentele amintesc de Radu Logofătul Glineanu.